# Alpaka (kamela)
Alpaka (znanstveno ime Vicugna pacos) je udomačena vrsta južnoameriške kamele. Podobna je majhni lami. Živijo v čredah, ki se skozi celo leto pasejo v andskem visokogorju na nadmorskih višinah med 3500 in 5000 m na območjih Čila, Bolivije, Ekvadorja in Peruja. Alpake so občutno manjše od lam in jih za razliko ljudje ne uporabljajo kot tovorne živali. Cenjena je predvsem njihova volna.

## Življenje
Alpake, za razliko od lam, ne pljuvajo kar vse povprek, temveč uporabijo pljuvanje predvsem za urejanje medsebojnih odnosov znotraj črede. Ljudi namerno načeloma ne pljuvajo. So mirne, čredne živali, ki nujno potrebujejo družbo svoje vrste, zato je treba imeti najmanj dva osebka. Samice alpak se do svojih mladičev vedejo zelo zaščitniško. Ob pojavu manjšega vsiljivca se čreda pogosto zapodi proti njemu in ga prežene.
Prehranjujejo se z rastlinsko hrano: travami, senom, listjem drevja, pa tudi priboljški v obliki sadja (jabolka, hruške..) in zelenjave (korenček, list zelja..) jim ugajajo.
Alpake so se sposobne pariti kadarkoli. Samice so vse življenje breje, saj nosijo mladička okoli 11 mesecev in pol, ponovno pa so godne za parjenje običajno že 14 dni po kotitvi. Zanimivo pri alpakah je, da lahko kotitev nekoliko zamaknejo in se mladiči lahko skotijo tudi po nekaj več kot enem letu.
Parijo se tako, da samec naskoči samico in če je ta pripravljena, se uleže na tla, združitev pa tako potem traja okoli 20-30 minut. Kadar samica ni pripravljena na parjenje ali pa je že breja, samca popljuva in se ne spusti na tla.

## Volna
Njena dlaka ima mnogo barvnih odtenkov, kar je predvsem zaželeno z vidika pestrosti barv za oblačila, ki jih ni treba barvati. Izdelana volna je izredno fina, še zlasti je cenjena volna iz dlake mladičev, ki imajo izjemno fina vlakna. Za vrhunsko kakovost se šteje volna iz vlaken debeline pod 20 mikrometrov, najbolj dragocena pa je volna vikunje.